# Oskar Fischinger
Oskar Fischinger, né le 22 juin 1900 à Gelnhausen (Hesse) et mort le 31 janvier 1967 à Los Angeles (Californie), est un peintre et un réalisateur de cinéma d'animation expérimental allemand.
Il réalise notamment dans les années 1920 et 1930 des films abstraits d'animation en volume à base de pâte à modeler. Avec Fantasia, Walt Disney s'inspire en partie de son travail et a fait appel à lui pour un segment.

## Biographie
Très tôt, Oskar Fischinger touche à la peinture, encouragé par les peintres de l’époque qui viennent peindre le paysage de sa ville natale. Il s’intéresse également à la musique et prend même des leçons de piano.
Plus grand, il travaille en tant que dessinateur dans un bureau d’architecte, jusqu’à ce qu’il soit appelé à la guerre. Et peu de temps après il est révoqué. Avec sa famille, il décide alors de déménager à l’ouest de Francfort. Là, il étudie dans une école de commerce et travaille dans une usine où il obtient son diplôme d’ingénieur.
En 1921, il rencontre Bernhard Diebold (en), un critique de théâtre qui l’initie à la réalisation.
Il part à Munich où il commence à travailler sur son premier modèle de production. En 1924, il est engagé par l’Américain Louis Seel pour produire des dessins animés satiriques. Là, il essaie de nouvelles techniques.
Son premier film est né en 1927, où il allie plusieurs projecteurs avec divers accompagnements musicaux.
Mais face à des difficultés financières, Oskar Fischinger quitte Munich pour Berlin. À Berlin, il emprunte de l’argent et crée un studio où il crée des effets spéciaux pour diverses productions.
En 1928, il est engagé par Fritz Lang. Sur son propre temps, il expérimente avec du fusain des animations. Il produit une série Studies, qu’il synchronise avec de la musique populaire et classique. Ses Studies sont plus ou moins projetées[réf. nécessaire]. En 1931, Universal Pictures achète les droits du Studie Nr 5 pour le public.
À l'arrivée des nazis au pouvoir en 1933, les conditions de la création deviennent plus difficiles pour les cinéastes d'avant-garde dont les productions peuvent être assimilées à de l'art dit dégénéré. Fischinger continue néanmoins à faire des films, parfois secrètement, et trouve du travail auprès des annonceurs publicitaires. Il réalise notamment des films publicitaires pour la célèbre compagnie de cigarettes Muratti.
Bien qu'il se soit heurté parfois aux autorités nazies, il réussit néanmoins à achever son œuvre abstraite Komposition in Blau en 1935. Cette œuvre, dont la diffusion a été autorisée, est même bien reçue par la critique. Un agent de la Metro-Goldwyn-Mayer la projette aux États-Unis et Ernst Lubitsch, impressionné par ce film, décide de projeter plusieurs des films de Fischinger. Un agent de la Paramount Pictures le remarque et l'invite à venir travailler en Amérique.
En février 1936, il arrive à Hollywood. Il prépare alors le film Allegretto, un film prévu pour être inclus dans le long métrage The Big Broadcast. Malheureusement, la Paramount change de projet. De Technicolor, la Paramount décide de passer en noir et blanc. Oskar Fischinger décide alors de quitter la Paramount.
Plus tard, avec l’aide de Hilla Von Baronne et avec la subvention d’un musée, Oskar Fischinger rachète les droits d’Allegretto. Il refait avec ses couleurs, et le film est projeté. C’est l’un des films les plus populaires de l’époque.
Cependant, Oskar Fischinger, frustré dans son cinéma, se tourne vers la peinture à l’huile et la stéréoscopie.
En 1949, il reçoit le Grand Prix du festival international du cinéma expérimental de Knokke-le-Zoute (en Belgique) avec Motion Painting no 1.
En 1950, il invente le Lumigraph sur lequel il réalise quelques films.

## Démarche et style
Dans ses travaux, il a décidé de combiner ses deux grandes passions, la musique et les arts graphiques.
Inspiré des travaux de Walter Ruttmann, Oskar Fischinger a commencé à expérimenter avec des couleurs liquides et des matériaux comme la cire et l’argile.
Les travaux d’Oskar Fischinger sont surprenants de modernité pour leur époque.

## Filmographie
Fischinger créa en tout une cinquantaine de films. La liste ci-dessous indique quelques-uns de ses premiers films :
- 1921-1926 : Wax Experiments (expérimentation de cire)
- 1923-1937 : Orgelstabe (Staffs)
- 1925 : Stromlinien (Currents)
- 1926 : Spirals
- 1926 : Pierrette (inachevé)
- 1927 : La Marche de Munich à Berlin. Ce film retrace son parcours de 350 kilomètres qu’il a parcouru seul avec son matériel à travers la campagne pour rejoindre Berlin.
- 1929 : La Femme sur la Lune de Fritz Lang (effets spéciaux)
- 1929-1930 : Studie Nr 7. Poème visuel.
- 1931 : Studie Nr 8 est une étude sur la version mise en musique par Paul Dukas du poème Der Zauberlehrling écrit en 1797 par Goethe.
- 1933 : Kreise. Spot publicitaire pour une agence de publicité.
- 1934 : Muratti Greift Ein. Spot publicitaire pour une société de cigarette.
- 1937 :  Hungarian Rhapsody
- 1940 : Pinocchio. Il a contribué aux effets d'animation de la baguette magique de la Fée bleue[1],[2]
- 1940 : Fantasia. Son travail a inspiré la séquence Toccata et Fugue en Ré Mineur et la Studie Nr 8 a été réutilisée dans L'Apprenti sorcier de  Fantasia (1940), long métrage d'animation de Walt Disney.
- 1942 : Radio Dynamics. Chef-d’œuvre muet qu’Oskar Fischinger a réalisé secrètement
- 1964 : The Time Travelers. Film réalisé avec le lumigraph.
- Spiritual Constructions. Film qui raconte l’histoire de deux ivrognes. Film expérimental.

## Autres œuvres
- 1947 : Motion Painting no 1. Grille multicolore qui ressemble à une carte mère d’ordinateur.
- 1959 : Purple Eye. Peinture
- 1963 : Festival. Peintre
- 1965 : Molecular Study. Peinture